# Scartichthys gigas
Scartichthys gigas és una espècie de peix de la família dels blènnids i de l'ordre dels perciformes.

## Morfologia
- Els mascles poden assolir 22,2 cm de longitud total.[1][2]

## Reproducció
És ovípar.

## Hàbitat
És un peix marí de clima tropical que viu entre 0-10 m de fondària.

## Distribució geogràfica
Es troba des de Panamà fins al nord de Xile.

## Observacions
És emprat per preparar una sopa anomenada borracho, la qual provoca cansament i una intoxicació lleu, tot i que aquests efectes són de curta durada.